# Morrenia stormiana
Morrenia stormiana là một loài thực vật có hoa trong họ La bố ma. Loài này được (Morong) Malme mô tả khoa học đầu tiên năm 1903.